# 37 Camelopardalis
37 Camelopardalis är en gul jätte i stjärnbilden Giraffen.
Stjärnan har visuell magnitud +5,36 och är synlig för blotta ögat vid någorlunda god seeing. Den befinner sig på ett avstånd av ungefär 350 ljusår.